# Trudna droga do miłości
Trudna droga do miłości (hindi सलाम नमस्ते / Salaam Namaste, urdu سلام نمستے, tytuł oryg. oznacza powitanie w urdu i hindi) – indyjski komediodramat z 2005 roku w reżyserii Siddhartha Ananda, który rok wcześniej napisał scenariusz do Zakochanych, a rok po tym filmie wyreżyserował Tara Rum Pum. We wszystkich trzech filmach rolę główną grał Saif Ali Khan, tutaj w parze z Preity Zintą. Producentami filmu byli ojciec i syn – Aditya Chopra i Yash Chopra, którzy wsławili się produkcją takich filmów jak Veer-Zaara, Bunty i Babli, Dhoom czy Chak de India. 
Bohaterami filmu jest hinduska para żyjąca w Melbourne w Australii, jej niedorastanie do więzi, dojrzewanie do miłości i odpowiedzialności za siebie. To pierwszy bollywoodzki film niemal w pełni zrealizowany w Australii (poza kilkoma scenami nakręconymi w Mumbaju). Film ten jest jednym z niewielu bollywoodzkich filmów, w których pokazana jest scena pocałunku i nagie ciała.

## Fabuła
Nick (Saif Ali Khan) i Ambar (Preity Zinta) mieszkają w Melbourne. On pracuje jako szef kuchni w dobrze prosperującej restauracji, chociaż z wykształcenia jest architektem. Ona prowadzi program dla hindusów mieszkających w Australii w stacji radiowej "Salaam Namaste" oraz studiuje medycynę. Razem mogą stworzyć idealną parę, jednak oboje się nienawidzą. Spotykają się na ślubie przyjaciółki Ambar i coś między nimi iskrzy. Postanawiają wynająć razem domek na plaży, ale mieszkają w oddzielnych pokojach.

## Obsada
- Saif Ali Khan – Nikhil "Nick" Arora
- Preity Zinta – Ambar "Amby" Malhotra – nominacje do nagrody dla najlepszej aktorki (Filmfare, IIFA, Star Screen, Zee Cine)
- Arshad Warsi – Ranjan "Ron" Mathur – nominacja do Nagrody dla Najlepszego Aktora Drugoplanowego
- Tania Zaetta – Cathy
- Jugal Hansraj – Jignesh
- Javed Jaffrey – Jaggu Yadav / Crocodile Dundee – nominacja do Nagrody dla Najlepszego Aktora Komediowego
- Abhishek Bachchan – Dr. Vijay Kumar MDGGO / narrator (gościnnie)
- Jake Ryan − pan młody

## Muzyka
Film zawiera 7 piosenek skomponowanych przez duet Vishal-Shekhar, autorów muzyki do takich filmów jak Musafir, Tara Rum Pum, Cash czy wchodzący jesienią 2007 na ekrany Om Shanti Om z Shahem Rukh Khanem.
| Piosenkę                                | śpiewają                          | przedstawiają na ekranie     |
| --------------------------------------- | --------------------------------- | ---------------------------- |
| Salaam Namaste                          | Kunal Ganjawala i Vasundhara Das  | Saif Ali Khan i Preity Zinta |
| My Dil Goes Mmmm                        | Shaan i Gayatri Iyer              | Saif Ali Khan i Preity Zinta |
| What's Goin' On?                        | Kunal Ganjawala i Sunidhi Chauhan | Saif Ali Khan i Preity Zinta |
| Tu Jahaan                               | Sonu Nigam i Mahalaxmi Iyer       | Saif Ali Khan i Preity Zinta |
| My Dil Goes Mmmm (English Club Mix)     | Shaan i Caralisa                  |                              |
| Salaam Namaste (Dhol Mix)               | Kunal Ganjawala i Vasundhara Das  |                              |
| My Dil Goes Mmmm (instrumentalny utwór) |                                   |                              |